# Pombo-verde-de-timor
O Pombo-verde-de-timor (nome científico: Treron psittaceus) é uma espécie de ave da família Columbidae.
Pode ser encontrada nos seguintes países: Indonésia e Timor-Leste.
Os seus habitats naturais são: florestas subtropicais ou tropicais húmidas de baixa altitude.
Está ameaçada por perda de habitat.